# Dholka
Dholka è una suddivisione dell'India, classificata come municipality, di 53.792 abitanti, situata nel distretto di Ahmedabad, nello stato federato del Gujarat. In base al numero di abitanti la città rientra nella classe II (da 50.000 a 99.999 persone).

## Geografia fisica
La città è situata a 22° 43' 0 N e 72° 28' 0 E e ha un'altitudine di 16 m s.l.m..

## Società

### Evoluzione demografica
Al censimento del 2001 la popolazione di Dholka assommava a 53.792 persone, delle quali 27.903 maschi e 25.889 femmine. I bambini di età inferiore o uguale ai sei anni assommavano a 6.573, dei quali 3.560 maschi e 3.013 femmine. Infine, coloro che erano in grado di saper almeno leggere e scrivere erano 35.757, dei quali 20.432 maschi e 15.325 femmine.